# Dmitri Alexandrowitsch Wolkonski

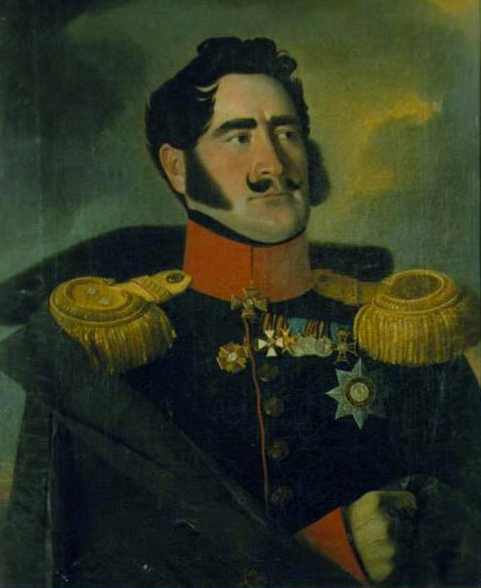
Generalmajor Dmitri Alexsandrowitsch Wolkonski

Dmitri Alexandrowitsch Wolkonski  (russisch: Дмитрий Александрович Волконский; * 24. Oktober 1790 in Moskau; † 13. Juli 1838 in Wilna) war ein russischer Fürst und Generalmajor in der Kaiserlich-russischen Armee.

## Leben
Seine militärische Erstausbildung erhielt er im Sankt Petersburger Pagenkorps. 1807 wurde er als Fähnrich in das Tambower Musketier-Regiment übernommen und 1810 zum Leutnant befördert. Im gleichen Jahr wurde er in Bulgarien während des Russisch-türkischen Krieges bei Schumen eingesetzt und nahm an der Eroberung Basardschiks und Nikopols teil, für seine Tapferkeit wurde er ausgezeichnet. 1811 wurde er in das Kostromer Infanterie-Regiment versetzt und war 1812 im Russlandfeldzug 1812 gegen Napoleon. Er war bei den Schlachten um Kobrin und an der Beresina eingesetzt und wurde am linken Bein verwundet. Zwischen 1813 und 1814 war er in den Gefechten bei Bautzen, Thorne und Leipzig eingesetzt worden und erhielt eine weitere Verwundung am rechten Bein. Er wurde 1814 zum Stabskapitän befördert und war wieder im Kriegseinsatz bei Château-Thierry und letztendlich bei der Eroberung von Paris. 1816 wurde er zum Major und 1820 zum Oberstleutnant befördert und diente im 10. Jäger-Regiment. Ab 1821 erhielt er das Kommando über das Archangelsker Infanterie-Regiment und wurde 1824 zum Oberst befördert. Als dessen Kommandeur nahm er am Russisch-türkischen Krieg von 1828 bis 1829 teil und kämpfte erfolgreich bei der Belagerung von Silistra. 1831 übernahm er die 1. Brigade der 18. Infanterie-Division und war mit seinem Verband 1830/31 im Kampf gegen den Polenaufstand. Am 25. Juni 1833 wurde er zum Generalmajor befördert.  Er starb am 13. Juli 1838 in Wilna.

## Auszeichnungen
- 1810 Russischer Orden der Heiligen Anna, 3. Klasse
- 1813 Russischer Orden des Heiligen Wladimir, 4. Klasse
- 1814 Goldenes Schwert für Tapferkeit
- 1826 Russischer Orden des Heiligen Georg, 4. Klasse
- 1829 Orden des Heiligen Wladimir, 3. Klasse

## Herkunft und Familie

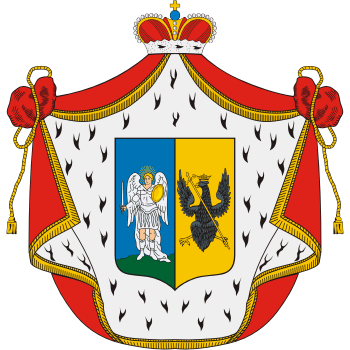
Wappen der Fürsten Wolkonski

D.A. Wolkonski ist ein Nachkomme der russischen uradeligen Rurikiden und stammte aus dem Adelsgeschlecht der Fürsten Wolkonski. Sein Vater war Alexander Sergejewitsch Wolkonski (1750–1811) aus Moskau, seine Mutter war die Prinzessin Anastasia Alexejewna Kolzowa-Masalskaja. Seine Brüder waren Alexander Alexandrowitsch (1784–1832), Nil Alexandrowitsch, Offizier (1787–1805), Juri Alexandrowitsch, Offizier  (* 1794), Michail Alexandrowitsch (1798–1877) und Nikolai Alexandrowitsch (* 1799).  Er war unverheiratet und ohne Nachkommen.